# フョードル・グラトコフ
フョードル・グラトコフ（Fedor Vasil'evich Gladkov 1883年6月21日 - 1958年12月20日）は、ソ連の小説家。
サラトフ生まれ。マクシム・ゴーリキーに師事して作品を書くかたわら革命運動に参加、1906年逮捕され獄中生活を送る。ロシア革命後の内戦当時は『赤い黒海』紙の編集者として活躍。ゴーリキーの勧めで創作活動に専念、1925年に社会主義リアリズムの長編『セメント』を発表、名声を獲得した。 

## 日本語訳
- 『セメント』辻恒彦訳 南宋書院 世界社会主義文学叢書 1928

『セメント』大間知篤三訳 春陽堂 世界名作文庫 1932
『セメント』工藤精一郎訳 新潮文庫 1956
『セメント』井上満,西本昭治訳 岩波文庫 1960
- 『酔ひどれの太陽』井田孝平訳 世界プロレタリア傑作選集 平凡社 1930
- 『エネルギイ』上脇進,大平章訳　現代ソヴェト文学全集 三笠書房 1935
- 『自由の民』井上満訳 河出書房 ソヴェト文学全集 1953